# Francja na Letnich Igrzyskach Paraolimpijskich 2004
Francja na Letnich Igrzyskach Paraolimpijskich 2004 w Atenach reprezentowało 136 zawodników: 106 mężczyzn i 30 kobiet. Reprezentacja Francji zdobyła 74 medale: 18 złotych, 26 srebrnych i 30 brązowych. Zajęli 9. miejsce w klasyfikacji medalowej.